# Бјанка дел Рио
Рој Хејлок (енгл. Roy Haylock; рођен 27. јуна 1975. године), познатији под псеудонимом Бјанка Дел Рио (енгл. Bianca Del Rio), амерички је дрег извођач, комичар, костимограф и глумац, који је стекао популарност победом у шестој сезони ријалити програма Руполова дрег трка 2014. године. Њујорк магазин је 2019. године ставио Бјанку Дел Рио на прво место ранг-листе сто "најутицајниијих дрег краљица Америке".
Хејлок је рођен у Лујизијани од мајке кубанског и од оца хондрурашког порекла. Дрегом је почео да се бави 1996. године, а након урагана Катрина се преселио у Њујорк где је примарно радио као костимограф.
Након победе у Руполовој дрег трци је режирао и наступао у неколико националних у светских турнеја као комичар, а такође је и први дрег извођач који је самостално распродао Вембли арену у Лондону. Хејлок је такође тумачио главну улогу у комедијама Ураган Бјанка (2016) и Ураган Бјанка: Из Русије с мржњом (2019). Наступао је у мјузиклу Сви причају о Џејмију у позоришту Вест Енд, као и на турнеји по Великој Британији и Америци.
Са преко два и по милиона пратилаца на Инстаграму, Бјанка је такође и друга најпраћенија дрег краљица на тој друштвеној мрежи.

## Филмографија
Филмови
- Ураган Бјанка (2016); као Рочард Мартинез / гђа. Бјанка Дел Рио
- Ураган Бјанка: Из Русије с мржњом (2019); као Рочард Мартинез / гђа. Бјанка Дел Рио
- Сви причају о Џејмију (2021); као Гђа. Хејлок

Телевизија
- Руполова дрег трка (2014-данас); победник шесте сезоне

## Комичарске турнеје
- (2014)
- (2016-2017)
- (2016-2017)
- (2017–18)
- (2019)
- (2021-2022)

## Спољашњи извори
- Рој Хејлок на веб-сајту  (језик: енглески)